# Primetime Emmy-díj a legjobb férfi főszereplőnek (minisorozat, antológiasorozat vagy tévéfilm)
A Primetime Emmy-díj a legjobb férfi főszereplőnek (televíziós minisorozat vagy tévéfilm) elismerést 1955 óta ítélik oda az Emmy-gálán, igaz a kategória neve már számtalan változáson esett át az idők folyamán. A Primetime Emmy-díjat a Daytime Emmy-díj kiválása óta különböztetik meg.

## Díjazottak és jelöltek

### 1950-es évek
Az ötvenes évek alatt gyakran változott a kategória neve.
| Év                                                      | Név                          | Cím                            | Epizód |
| ------------------------------------------------------- | ---------------------------- | ------------------------------ | ------ |
| Legjobb epizódszereplő                                  |                              |                                |        |
| 1955                                                    |                              |                                |        |
| Robert Cummings                                         | Studio One                   | Twelve Angry Men               |        |
| Frank Lovejoy                                           | Lux Video Theatre            | Double Indemnity               |        |
| David Niven                                             | Four Star Playhouse          | The Answer                     |        |
| Fredric March                                           | The Best of Broadway         | The Royal Family               |        |
| Fredric March                                           | Shower of Stars              | A Christmas Carol              |        |
| Thomas Mitchell                                         | The Ford Television Theatre  | The Good of His Soul           |        |
| 1956                                                    |                              |                                |        |
| Lloyd Nolan                                             | Ford Star Jubilee            | The Caine Mutiny Court-Martial |        |
| Barry Sullivan                                          | Ford Star Jubilee            | The Caine Mutiny Court-Martial |        |
| Everett Sloane                                          | Kraft Television Theatre     | Patterns                       |        |
| José Ferrer                                             | Producers' Showcase          | Cyrano de Bergerac             |        |
| Ralph Bellamy                                           | The United States Steel Hour | The Fearful Decision           |        |
| 1957                                                    |                              |                                |        |
| Jack Palance                                            | Playhouse 90                 | Requiem for a Heavyweight      |        |
| Fredric March                                           | Producers' Showcase          | Dodsworth                      |        |
| Lloyd Bridges                                           | The Alcoa Hour               | Tragedy in a Temporary Town    |        |
| Red Skelton                                             | Playhouse 90                 | The Big Slide                  |        |
| Sal Mineo                                               | Studio One                   | Dino                           |        |
| Legjobb epizódszereplő főszerepben vagy mellékszerepben |                              |                                |        |
| 1958                                                    |                              |                                |        |
| Peter Ustinov                                           | Omnibus                      | The Life of Samuel Johnson     |        |
| David Wayne                                             | Suspicion                    | Heartbeat                      |        |
| Ed Wynn                                                 | On Borrowed Time             | (tévéfilm)                     |        |
| Lee J. Cobb                                             | Studio One                   | No Deadly Medicine             |        |
| Mickey Rooney                                           | Playhouse 90                 | The Comedian                   |        |
| Legjobb epizódszereplő                                  |                              |                                |        |
| 1959                                                    |                              |                                |        |
| Fred Astaire                                            | An Evening with Fred Astaire | (tévéfilm)                     |        |
| Christopher Plummer                                     | Little Moon of Alban         | (tévéfilm)                     |        |
| Mickey Rooney                                           | Alcoa Theatre                | Eddie                          |        |
| Paul Muni                                               | Playhouse 90                 | Last Clear Chance              |        |
| Robert Crawford Jr.                                     | Playhouse 90                 | Child of Our Time              |        |
| Rod Steiger                                             | Playhouse 90                 | A Town Has Turned to Dust      |        |

### 1960-as évek
A hatvanas évek alatt gyakran változott a kategória neve.
| Év                                                      | Név                                    | Cím                                  | Epizód |
| ------------------------------------------------------- | -------------------------------------- | ------------------------------------ | ------ |
| Legjobb epizódszereplő főszerepben vagy mellékszerepben |                                        |                                      |        |
| 1960                                                    |                                        |                                      |        |
| Laurence Olivier                                        | The Moon and Sixpence                  | (tévéfilm)                           |        |
| Alec Guinness                                           | Startime                               | The Wicked Scheme of Jebal Deeks     |        |
| Lee J. Cobb                                             | Playhouse 90                           | Project Immortality                  |        |
| Legjobb epizódszereplő főszerepben                      |                                        |                                      |        |
| 1961                                                    |                                        |                                      |        |
| Maurice Evans                                           | Hallmark Hall of Fame                  | Macbeth                              |        |
| Cliff Robertson                                         | The United States Steel Hour           | The Two Worlds of Charlie Gordon     |        |
| Ed Wynn                                                 | Westinghouse Desilu Playhouse          | The Man in the Funny Suit            |        |
| 1962                                                    |                                        |                                      |        |
| Peter Falk                                              | The Dick Powell Show                   | The Price of Tomatoes                |        |
| James Donald                                            | Hallmark Hall of Fame                  | Victoria Regina                      |        |
| Lee Marvin                                              | Alcoa Premiere                         | People Need People                   |        |
| Mickey Rooney                                           | The Dick Powell Show                   | Somebody's Waiting                   |        |
| Milton Berle                                            | The Dick Powell Show                   | Doyle Against the House              |        |
| 1963                                                    |                                        |                                      |        |
| Trevor Howard                                           | Hallmark of Fame                       | Invincible Mr. Disraeli              |        |
| Bradford Dillman                                        | Alcoa Premiere                         | The Voice of Charlie Pont            |        |
| Don Gordon                                              | The Defenders                          | The Madman                           |        |
| Joseph Schildkraut                                      | Sam Benedict                           | Hear the Mellow Wedding Bells        |        |
| Walter Matthau                                          | The DuPont Show of the Week            | Big Deal in Laredo                   |        |
| 1964                                                    |                                        |                                      |        |
| Jack Klugman                                            | The Defenders                          | Blacklist                            |        |
| Harold J. Stone                                         | The Nurses                             | Nurse is a Feminine Noun             |        |
| James Earl Jones                                        | East Side/West Side                    | Who Do You Kill?                     |        |
| Jason Robards                                           | Hallmark Hall of Fame                  | Abe Lincoln in Illinois              |        |
| Rod Steiger                                             | Bob Hope Presents the Chrysler Theatre | A Slow Fade to Black                 |        |
| Roddy McDowall                                          | Arrest and Trial                       | Journey into Darkness                |        |
| Színészek, színésznők, előadóművészek díjazása          |                                        |                                      |        |
| 1965                                                    |                                        |                                      |        |
| Alfred Lunt                                             | Hallmark Hall of Fame                  | The Magnificent Yankee               |        |
| Legjobb férfi főszereplő tévéfilmben                    |                                        |                                      |        |
| 1966                                                    |                                        |                                      |        |
| Cliff Robertson                                         | Bob Hope Presents the Chrysler Theatre | The Game                             |        |
| Christopher Plummer                                     | Hamlet at Elsinore                     |                                      |        |
| Ed Begley                                               | Hallmark Hall of Fame                  | Inherit the Wind                     |        |
| Melvyn Douglas                                          | Hallmark Hall of Fame                  | Inherit the Wind                     |        |
| Trevor Howard                                           | Hallmark Hall of Fame                  | Eagle in a Cage                      |        |
| 1967                                                    |                                        |                                      |        |
| Peter Ustinov                                           | Hallmark Hall of Fame                  | Barefoot in Athens                   |        |
| Alan Arkin                                              | ABC Stage 67                           | The Love Song of Barney Kempinski    |        |
| Hal Holbrook                                            | Hal Holbrook: Mark Twain Tonight!      |                                      |        |
| Ivan Dixon                                              | CBS Playhouse                          | The Final War of Olly Winter         |        |
| Lee J. Cobb                                             | Az ügynök halála                       |                                      |        |
| 1968                                                    |                                        |                                      |        |
| Melvyn Douglas                                          | CBS Playhouse                          | Do Not Go Gentle Into That Goodnight |        |
| Eli Wallach                                             | CBS Playhouse                          | Dear Friends                         |        |
| George C. Scott                                         | The Crucible                           |                                      |        |
| Raymond Burr                                            | Ironside                               | World Premiere                       |        |
| Van Heflin                                              | A Case of Libel                        |                                      |        |
| Legjobb epizódszereplő főszerepben                      |                                        |                                      |        |
| 1969                                                    |                                        |                                      |        |
| Paul Scofield                                           | A hazugság játékai                     |                                      |        |
| Bill Travers                                            | Hallmark Hall of Fame                  | The Admirable Crichton               |        |
| David McCallum                                          | Hallmark Hall of Fame                  | Teacher, Teacher                     |        |
| Ossie Davis                                             | Hallmark Hall of Fame                  | Teacher, Teacher                     |        |

### 1970-es évek
A kategória mai elnevezése 1979-től vált végérvényessé. (Az elnevezés miatt a minisorozat és a tévéfilm egyesítéséig két nyertes van egy évben)
| Év                                                                  | Név                                            | Cím                                                                |                                      |
| ------------------------------------------------------------------- | ---------------------------------------------- | ------------------------------------------------------------------ | ------------------------------------ |
| Legjobb epizódszereplő főszerepben                                  |                                                |                                                                    |                                      |
| 1970                                                                |                                                |                                                                    |                                      |
| Peter Ustinov                                                       | A Storm in Summer                              |                                                                    |                                      |
| Al Freeman Jr.                                                      | Az én édes Charlie-m                           |                                                                    |                                      |
| Laurence Olivier                                                    | David Copperfield                              |                                                                    |                                      |
| 1971                                                                |                                                |                                                                    |                                      |
| George C. Scott                                                     | ITV Saturday Night Theatre: epizód - The Price |                                                                    |                                      |
| Gig Young                                                           | The Neon Ceiling                               |                                                                    |                                      |
| Hal Holbrook                                                        | A Clear and Present Danger                     |                                                                    |                                      |
| Jack Cassidy                                                        | The Andersonville Trial                        |                                                                    |                                      |
| Richard Widmark                                                     | Vanished                                       |                                                                    |                                      |
| 1972                                                                |                                                |                                                                    |                                      |
| Keith Michell                                                       | VIII. Henrik hat felesége                      |                                                                    |                                      |
| Billy Dee Williams                                                  | Brian's Song                                   |                                                                    |                                      |
| George C. Scott                                                     | Jane Eyre                                      |                                                                    |                                      |
| James Caan                                                          | Brian's Song                                   |                                                                    |                                      |
| Richard Harris                                                      | A hófehér vadliba                              |                                                                    |                                      |
| 1973                                                                | Legjobb epizódszereplő főszerepben             | Legjobb epizódszereplő főszerepben                                 | Legjobb epizódszereplő főszerepben   |
| 1973                                                                | Laurence Olivier                               | ITV Saturday Night Theatre: epizód - Long Day's Journey Into Night |                                      |
| 1973                                                                | Hal Holbrook                                   | That Certain Summer                                                |                                      |
| 1973                                                                | Henry Fonda                                    | A vörös póni                                                       |                                      |
| 1973                                                                | Telly Savalas                                  | A Marcus-Nelson gyilkosság                                         |                                      |
| 1973                                                                | Legjobb férfi főszereplő minisorozatban        |                                                                    |                                      |
| 1973                                                                | Anthony Murphy                                 | Tom Brown's Schooldays                                             |                                      |
| 1973                                                                | John Abineri                                   | The Last of the Mohicans                                           |                                      |
| 1973                                                                | Philippe Leroy                                 | Leonardo da Vinci élete                                            |                                      |
| 1974                                                                | Legjobb férfi főszereplő tévéfilmben           | Legjobb férfi főszereplő tévéfilmben                               | Legjobb férfi főszereplő tévéfilmben |
| 1974                                                                | Hal Holbrook                                   | Pueblo                                                             |                                      |
| 1974                                                                | Alan Alda                                      | 6 Rms Riv Vu                                                       |                                      |
| 1974                                                                | Dick Van Dyke                                  | The Morning After                                                  |                                      |
| 1974                                                                | Laurence Olivier                               | The Merchant of Venice                                             |                                      |
| 1974                                                                | Martin Sheen                                   | The Execution of Private Slovik                                    |                                      |
| 1974                                                                | Legjobb férfi főszereplő minisorozatban        |                                                                    |                                      |
| 1974                                                                | William Holden                                 | The Blue Knight                                                    |                                      |
| 1974                                                                | Dennis Weaver                                  | McCloud                                                            |                                      |
| 1974                                                                | Peter Falk                                     | Columbo                                                            |                                      |
| 1975                                                                | Legjobb férfi főszereplő tévéfilmben           | Legjobb férfi főszereplő tévéfilmben                               | Legjobb férfi főszereplő tévéfilmben |
| 1975                                                                | Laurence Olivier                               | Szerelem a romok között                                            |                                      |
| 1975                                                                | Charles Durning                                | Queen of the Stardust Ballroom                                     |                                      |
| 1975                                                                | Henry Fonda                                    | Clarence Darrow                                                    |                                      |
| 1975                                                                | Richard Chamberlain                            | Gróf Monte Cristo                                                  |                                      |
| 1975                                                                | William Devane                                 | The Missiles of October                                            |                                      |
| 1975                                                                | Legjobb férfi főszereplő minisorozatban        |                                                                    |                                      |
| 1975                                                                | Peter Falk                                     | Columbo                                                            |                                      |
| 1975                                                                | Dennis Weaver                                  | McCloud                                                            |                                      |
| 1976                                                                | Legjobb férfi főszereplő tévéfilmben           | Legjobb férfi főszereplő tévéfilmben                               | Legjobb férfi főszereplő tévéfilmben |
| 1976                                                                | Anthony Hopkins                                | A Lindbergh-bébi ügye                                              |                                      |
| 1976                                                                | Edward Herrmann                                | Eleanor and Franklin                                               |                                      |
| 1976                                                                | Jack Lemmon                                    | A komédiás                                                         |                                      |
| 1976                                                                | Jason Robards                                  | A Moon for the Misbegotten                                         |                                      |
| 1976                                                                | William Devane                                 | Perbe fogott félelem                                               |                                      |
| 1976                                                                | Legjobb férfi főszereplő minisorozatban        |                                                                    |                                      |
| 1976                                                                | Hal Holbrook                                   | Lincoln                                                            |                                      |
| 1976                                                                | George Grizzard                                | The Adams Chronicles                                               |                                      |
| 1976                                                                | Nick Nolte                                     | Gazdag ember, szegény ember                                        |                                      |
| 1976                                                                | Peter Strauss                                  | Gazdag ember, szegény ember                                        |                                      |
| 1977                                                                | Legjobb férfi főszereplő tévéfilmben           | Legjobb férfi főszereplő tévéfilmben                               | Legjobb férfi főszereplő tévéfilmben |
| 1977                                                                | Ed Flanders                                    | Harry S. Truman: Plain Speaking                                    |                                      |
| 1977                                                                | Edward Herrmann                                | Eleanor and Franklin: The White House Years                        |                                      |
| 1977                                                                | George C. Scott                                | A szépség és a szörnyeteg                                          |                                      |
| 1977                                                                | Peter Boyle                                    | Tail Gunner Joe                                                    |                                      |
| 1977                                                                | Peter Finch                                    | Támadás Entebbénél                                                 |                                      |
| 1977                                                                | Legjobb férfi főszereplő minisorozatban        |                                                                    |                                      |
| 1977                                                                | Christopher Plummer                            | Arthur Hailey's the Moneychangers                                  |                                      |
| 1977                                                                | Richard Jordan                                 | Captains and the Kings                                             |                                      |
| 1977                                                                | Stanley Baker                                  | How Green Was My Valley                                            |                                      |
| 1977                                                                | Steven Keats                                   | Seventh Avenue                                                     |                                      |
| 1978                                                                | Legjobb férfi főszereplő tévéfilmben           | Legjobb férfi főszereplő tévéfilmben                               | Legjobb férfi főszereplő tévéfilmben |
| 1978                                                                | Fred Astaire                                   | A Family Upside Down                                               |                                      |
| 1978                                                                | Alan Alda                                      | Kill Me If You Can                                                 |                                      |
| 1978                                                                | Hal Holbrook                                   | Our Town                                                           |                                      |
| 1978                                                                | James Stacy                                    | Just a Little Inconvenience                                        |                                      |
| 1978                                                                | Martin Sheen                                   | Taxi!!                                                             |                                      |
| 1978                                                                | Legjobb férfi főszereplő minisorozatban        |                                                                    |                                      |
| 1978                                                                | Michael Moriarty                               | Holokauszt: A Weiss család története                               |                                      |
| 1978                                                                | Fritz Weaver                                   | Holokauszt: A Weiss család története                               |                                      |
| 1978                                                                | Hal Holbrook                                   | The Awakening Land                                                 |                                      |
| 1978                                                                | Jason Robards                                  | Washington zárt ajtók mögött                                       |                                      |
| 1978                                                                | Paul Winfield                                  | King                                                               |                                      |
| Legjobb férfi főszereplő televíziós minisorozatban vagy tévéfilmben |                                                |                                                                    |                                      |
| 1979                                                                |                                                |                                                                    |                                      |
| Peter Strauss                                                       | The Jericho Mile                               |                                                                    |                                      |
| Kurt Russell                                                        | Elvis                                          |                                                                    |                                      |
| Louis Gossett Jr.                                                   | Backstairs at the White House                  |                                                                    |                                      |
| Ned Beatty                                                          | Halálos véletlen                               |                                                                    |                                      |

### 1980-as évek
| Év                  | Név                                            | Cím |
| ------------------- | ---------------------------------------------- | --- |
| 1980                |                                                |     |
| Powers Boothe       | Guyana Tragedy: The Story of Jim Jones         |     |
| Henry Fonda         | Gideon trombitája                              |     |
| Jason Robards       | F.D.R.: The Last Year                          |     |
| Tony Curtis         | The Scarlett O'Hara War                        |     |
| 1981                |                                                |     |
| Anthony Hopkins     | A bunker                                       |     |
| Peter O’Toole       | Masada                                         |     |
| Peter Strauss       | Masada                                         |     |
| Richard Chamberlain | A sógun                                        |     |
| Mifune Tosiró       | A sógun                                        |     |
| 1982                |                                                |     |
| Mickey Rooney       | Bill                                           |     |
| Anthony Andrews     | Utolsó látogatás                               |     |
| Anthony Hopkins     | A Notre Dame-i toronyőr                        |     |
| Jeremy Irons        | Utolsó látogatás                               |     |
| Philip Anglim       | The Elephant Man                               |     |
| 1983                |                                                |     |
| Tommy Lee Jones     | A hóhér dala                                   |     |
| Alec Guinness       | Smiley népe                                    |     |
| Richard Chamberlain | Tövismadarak                                   |     |
| Robert Blake        | Blood Feud                                     |     |
| Roger Rees          | The Life and Adventures of Nicholas Nickleby   |     |
| 1984                |                                                |     |
| Laurence Olivier    | Lear király                                    |     |
| Daniel J. Travanti  | Adam                                           |     |
| Louis Gossett Jr.   | Sadat                                          |     |
| Mickey Rooney       | Bill: On His Own                               |     |
| Ted Danson          | Apa és leánya                                  |     |
| 1985                |                                                |     |
| Richard Crenna      | The Rape of Richard Beck                       |     |
| George C. Scott     | Karácsonyi ének                                |     |
| James Garner        | Heartsounds                                    |     |
| Richard Chamberlain | Wallenberg: Egy hős története                  |     |
| Richard Kiley       | Do You Remember Love?                          |     |
| 1986                |                                                |     |
| Dustin Hoffman      | Az ügynök halála                               |     |
| Aidan Quinn         | Korai tél                                      |     |
| Ben Gazzara         | Korai tél                                      |     |
| John Lithgow        | Resting Place                                  |     |
| Kirk Douglas        | Amos                                           |     |
| 1987                |                                                |     |
| James Woods         | Az ígéret                                      |     |
| Alan Arkin          | Szökés Sobiborból                              |     |
| James Garner        | Az ígéret                                      |     |
| Louis Gossett Jr.   | Vének szövetsége                               |     |
| Randy Quaid         | LBJ: A korai évek                              |     |
| 1988                |                                                |     |
| Jason Robards       | Inherit the Wind                               |     |
| Danny Glover        | Mandela                                        |     |
| Hume Cronyn         | Foxfire                                        |     |
| Jack Lemmon         | The Murder of Mary Phagan                      |     |
| Stacy Keach         | Hemingway                                      |     |
| 1989                |                                                |     |
| James Woods         | My Name Is Bill W.                             |     |
| Ben Kingsley        | Murderers Among Us: The Simon Wiesenthal Story |     |
| John Gielgud        | A sas felszáll vagy Forrongó világ             |     |
| Robert Duvall       | Texasi krónikák: Lonesome Dove                 |     |
| Thomas Lee Jones    | Texasi krónikák: Lonesome Dove                 |     |

### 1990-es évek
| Év                 | Név                                             | Cím |
| ------------------ | ----------------------------------------------- | --- |
| 1990               |                                                 |     |
| Hume Cronyn        | Age-Old Friends                                 |     |
| Albert Finney      | Mindennek ára van                               |     |
| Art Carney         | Ahol a galambok meghalnak                       |     |
| Michael Caine      | Jekyll és Hyde                                  |     |
| Tom Hulce          | Murder in Mississippi                           |     |
| 1991               |                                                 |     |
| John Gielgud       | Summer's Lease                                  |     |
| Christopher Walken | Feleség kerestetik vagy Sarah nem szép és magas |     |
| Dennis Hopper      | Veszettség                                      |     |
| James Garner       | A kitüntetés napja                              |     |
| Sidney Poitier     | Separate But Equal                              |     |
| 1992               |                                                 |     |
| Beau Bridges       | Az elnök szolgálatában                          |     |
| Brian Dennehy      | Elkapni a gyilkost                              |     |
| Hume Cronyn        | A fiú és a csavargó                             |     |
| Maximilian Schell  | Miss Rose White                                 |     |
| Rubén Blades       | Szerelem bolondulásig                           |     |
| 1993               |                                                 |     |
| Robert Morse       | American Playhouse                              |     |
| James Garner       | A füstbement terv                               |     |
| James Woods        | Egy elhibázott élet                             |     |
| Robert Blake       | Judgement Day: The John List Story              |     |
| Robert Duvall      | Sztálin                                         |     |
| 1994               |                                                 |     |
| Hume Cronyn        | Tánc a fehér kutyával                           |     |
| James Garner       | Az idő múltával                                 |     |
| Matthew Modine     | És a zenekar játszik tovább…                    |     |
| Michael Caine      | World War II: When Lions Roared                 |     |
| Sam Waterston      | I'll Fly Away: Then and Now                     |     |
| 1995               |                                                 |     |
| Raúl Juliá         | Lassú tűzön                                     |     |
| Charles S. Dutton  | The Piano Lesson                                |     |
| James Woods        | Megbélyegezve: A McMartin-per                   |     |
| John Goodman       | Kingfish – Egy vaskezű diktátor                 |     |
| John Lithgow       | Közel a gyilkoshoz                              |     |
| 1996               |                                                 |     |
| Alan Rickman       | Raszputyin                                      |     |
| Alec Baldwin       | A vágy villamosa                                |     |
| Beau Bridges       | Kissinger és Nixon                              |     |
| Gary Sinise        | Truman                                          |     |
| Laurence Fishburne | A 99-es alakulat                                |     |
| 1997               |                                                 |     |
| Armand Assante     | Gotti                                           |     |
| Beau Bridges       | Hidden in America                               |     |
| Laurence Fishburne | Miss Evers fiai                                 |     |
| Robert Duvall      | Az ember, aki elfogta Eichmannt                 |     |
| Sidney Poitier     | Mandela és de Klerk                             |     |
| 1998               |                                                 |     |
| Gary Sinise        | George Wallace                                  |     |
| Jack Lemmon        | Tizenkét dühös ember                            |     |
| Patrick Stewart    | Moby Dick                                       |     |
| Sam Neill          | Merlin                                          |     |
| Ving Rhames        | Don King: Only in America                       |     |
| 1999               |                                                 |     |
| Stanley Tucci      | Winchell                                        |     |
| Don Cheadle        | A halál árnyékában                              |     |
| Ian Holm           | Performance                                     |     |
| Jack Lemmon        | Majomper                                        |     |
| Sam Shepard        | Dash and Lilly                                  |     |

### 2000-es évek
| Év                   | Színész                          | Színész                                     | Szerep                                                     | Magyar cím                          | Eredeti cím          | Adó |
| 2000 52. gála        |                                  |                                             |                                                            |                                     |                      |     |
| -------------------- | -------------------------------- | ------------------------------------------- | ---------------------------------------------------------- | ----------------------------------- | -------------------- | --- |
| 2000 52. gála        |                                  | Jack Lemmon                                 | Morrie Schwartz                                            | Leckék az életről                   | Tuesdays with Morrie | ABC |
| 2000 52. gála        | Beau Bridges                     | P. T. Barnum                                | Barnum Cirkusz                                             | P. T. Barnum                        | A&E                  |     |
| 2000 52. gála        | Brian Dennehy                    | Willy Loman                                 | Az ügynök halála                                           | Death of a Salesman                 | Showtime             |     |
| 2000 52. gála        | William H. Macy                  | Terry Thorpe                                | Kritikus pont                                              | A Slight Case of Murder             | TNT                  |     |
| 2000 52. gála        | Liev Schreiber                   | Orson Welles                                | Az aranypolgár születése                                   | RKO 281                             | HBO                  |     |
| 2001 53. gála        |                                  |                                             |                                                            |                                     |                      |     |
|                      | Kenneth Branagh                  | Reinhard Heydrich                           | Az összeesküvés                                            | Conspiracy                          | HBO                  |     |
| Andy García          | Arturo Sandoval                  | A legendás trombitás                        | For Love or Country: The Arturo Sandoval Story             | HBO                                 |                      |     |
| Gregory Hines        | Bill „Bojangles” Robinson        |                                             | Bojangles                                                  | Showtime                            |                      |     |
| Ben Kingsley         | Otto Frank                       | Anne Frank igaz története                   | Anne Frank: The Whole Story                                | ABC                                 |                      |     |
| Barry Pepper         | Roger Maris                      | Baseball-barátok                            | 61*                                                        | HBO                                 |                      |     |
| 2002 54. gála        |                                  |                                             |                                                            |                                     |                      |     |
|                      | Albert Finney                    | Winston Churchill                           | Gomolygó viharfelhők                                       | The Gathering Storm                 | HBO                  |     |
| Kenneth Branagh      | Ernest Shackleton                | Shackleton: Túlélni az Antarktiszt          | Shackleton                                                 | A&E                                 |                      |     |
| Beau Bridges         | Michael Mulvaney                 | Volt egyszer egy boldog család…             | We Were the Mulvaneys                                      | Lifetime                            |                      |     |
| James Franco         | James Dean                       |                                             | James Dean                                                 | TNT                                 |                      |     |
| Michael Gambon       | Lyndon B. Johnson                | Háború a háborúról                          | Path to War                                                | HBO                                 |                      |     |
| 2003 55. gála        |                                  |                                             |                                                            |                                     |                      |     |
|                      | William H. Macy                  | Bill Porter                                 | Házról házra                                               | Door to Door                        | TNT                  |     |
| Brad Garrett         | Jackie Gleason                   |                                             | Gleason                                                    | CBS                                 |                      |     |
| Paul Newman          | színpadi menedzser               |                                             | Our Town                                                   | Showtime                            |                      |     |
| Tom Wilkinson        | Roy Applewood                    | Meghasonlás                                 | Normal                                                     | HBO                                 |                      |     |
| James Woods          | Rudy Giuliani                    | New York lángokban – A Rudy Giuliani-sztori | Rudy: The Rudy Giuliani Story                              | USA                                 |                      |     |
| 2004 56. gála        |                                  |                                             |                                                            |                                     |                      |     |
|                      | Al Pacino                        | Roy Cohn                                    | Angyalok Amerikában                                        | Angels in America                   | HBO                  |     |
| Antonio Banderas     | Pancho Villa                     | És a főszerepben Pancho Villa, mint maga    | And Starring Pancho Villa as Himself                       | HBO                                 |                      |     |
| James Brolin         | Ronald Reagan                    | A Reagan család                             | The Reagans                                                | Showtime                            |                      |     |
| Mos Def              | Vivien Thomas                    | Egy csoda teremtése                         | Something the Lord Made                                    | HBO                                 |                      |     |
| Alan Rickman         | Dr. Alfred Blalock               | Egy csoda teremtése                         | Something the Lord Made                                    | HBO                                 |                      |     |
| 2005 57. gála        |                                  |                                             |                                                            |                                     |                      |     |
|                      | Geoffrey Rush                    | Peter Sellers                               | Peter Sellers élete és halála                              | The Life and Death of Peter Sellers | HBO                  |     |
| Kenneth Branagh      | Franklin D. Roosevelt            | Warm Springs                                | Warm Springs                                               | HBO                                 |                      |     |
| Ed Harris            | Miles Roby                       | A múlt fogságában                           | Empire Falls                                               | HBO                                 |                      |     |
| William H. Macy      | Charles Gigot                    | Gyapjúsapka                                 | The Wool Cap                                               | TNT                                 |                      |     |
| Jonathan Rhys Meyers | Elvis Presley                    | Elvis – A kezdet kezdete                    | Elvis                                                      | CBS                                 |                      |     |
| 2006 58. gála        |                                  |                                             |                                                            |                                     |                      |     |
|                      | Andre Braugher                   | Nick Atwater                                |                                                            | Thief                               | FX                   |     |
| Charles Dance        | Mr. Tulkinghorn                  | Pusztaház örökösei                          | Bleak House                                                | PBS                                 |                      |     |
| Ben Kingsley         | Dr. Herman Tarnower              |                                             | Mrs. Harris                                                | HBO                                 |                      |     |
| Donald Sutherland    | Bill Meehan                      | Mit ér egy élet                             | Human Trafficking                                          | Lifetime                            |                      |     |
| Jon Voight           | II. János Pál pápa               | II. János Pál, a béke pápája                | Pope John Paul II                                          | CBS                                 |                      |     |
| 2007 59. gála        |                                  |                                             |                                                            |                                     |                      |     |
|                      | Robert Duvall                    | Prentice „Prent” Ritter                     | A szabadság útján                                          | Broken Trail                        | AMC                  |     |
| Jim Broadbent        | Frank Pakenham                   |                                             | Longford                                                   | HBO                                 |                      |     |
| William H. Macy      | Clyde Umney nyomozó / Sam Landry |                                             | Nightmares & Dreamscapes: From the Stories of Stephen King | TNT                                 |                      |     |
| Matthew Perry        | Ron Clark                        | A diadal                                    | The Ron Clark Story                                        | TNT                                 |                      |     |
| Tom Selleck          | Jesse Stone                      | Jesse Stone: Rejtélyes bankrablás           | Jesse Stone: Sea Change                                    | CBS                                 |                      |     |
| 2008 60. gála        |                                  |                                             |                                                            |                                     |                      |     |
|                      | Paul Giamatti                    | John Adams                                  | John Adams                                                 | John Adams                          | HBO                  |     |
| Ralph Fiennes        | Bernard Lafferty                 | Bernard és Doris                            | Bernard and Doris                                          | HBO                                 |                      |     |
| Ricky Gervais        | Andy Millman                     | Futottak még… Karácsonyi különkiadás        | Extras: The Extra Special Series Finale                    | HBO                                 |                      |     |
| Kevin Spacey         | Ron Klain                        | Újraszámlálás                               | Recount                                                    | HBO                                 |                      |     |
| Tom Wilkinson        | James Baker                      | Újraszámlálás                               | Recount                                                    | HBO                                 |                      |     |
| 2009 61. gála        |                                  |                                             |                                                            |                                     |                      |     |
|                      | Brendan Gleeson                  | Winston Churchill                           | Churchill háborúja                                         | Into the Storm'                     | HBO                  |     |
| Kevin Bacon          | Michael Strobl                   | A lélek útja                                | Taking Chance                                              | HBO                                 |                      |     |
| Kenneth Branagh      | Kurt Wallander                   | Wallander                                   | Wallander: One Step Behind                                 | PBS                                 |                      |     |
| Kevin Kline          | Cyrano de Bergerac               |                                             | Cyrano de Bergerac                                         | PBS                                 |                      |     |
| Ian McKellen         | Lear király                      | Lear király                                 | King Lear                                                  | PBS                                 |                      |     |
| Kiefer Sutherland    | Jack Bauer                       | 24 – A szabadulás                           | 24: Redemption                                             | Fox                                 |                      |     |

### 2010-es évek
| Év                                                   | Színész                                              | Színész                                              | Szerep                                               | Magyar cím                                                | Eredeti cím                                          | Adó                                                  |
| Legjobb férfi főszereplő (minisorozat vagy tévéfilm) | Legjobb férfi főszereplő (minisorozat vagy tévéfilm) | Legjobb férfi főszereplő (minisorozat vagy tévéfilm) | Legjobb férfi főszereplő (minisorozat vagy tévéfilm) | Legjobb férfi főszereplő (minisorozat vagy tévéfilm)      | Legjobb férfi főszereplő (minisorozat vagy tévéfilm) | Legjobb férfi főszereplő (minisorozat vagy tévéfilm) |
| 2010 62. gála                                        |                                                      |                                                      |                                                      |                                                           |                                                      |                                                      |
| ---------------------------------------------------- | ---------------------------------------------------- | ---------------------------------------------------- | ---------------------------------------------------- | --------------------------------------------------------- | ---------------------------------------------------- | ---------------------------------------------------- |
| 2010 62. gála                                        |                                                      | Al Pacino                                            | Dr. Jack Kevorkian                                   | Dr. Halál                                                 | You Don't Know Jack                                  | HBO                                                  |
| 2010 62. gála                                        | Jeff Bridges                                         | Jon Katz                                             | Kutya egy év                                         | A Dog Year                                                | HBO                                                  |                                                      |
| 2010 62. gála                                        | Ian McKellen                                         | Number Two / Curtis                                  |                                                      | The Prisoner                                              | AMC                                                  |                                                      |
| 2010 62. gála                                        | Dennis Quaid                                         | Bill Clinton                                         | Különleges kapcsolat                                 | The Special Relationship                                  | HBO                                                  |                                                      |
| 2010 62. gála                                        | Michael Sheen                                        | Tony Blair                                           | Különleges kapcsolat                                 | The Special Relationship                                  | HBO                                                  |                                                      |
| 2011 63. gála                                        |                                                      |                                                      |                                                      |                                                           |                                                      |                                                      |
|                                                      | Barry Pepper                                         | Robert F. Kennedy                                    | A Kennedy család                                     | The Kennedys                                              | Reelz                                                |                                                      |
| Idris Elba                                           | John Luther                                          | Luther                                               | Luther                                               | BBC America                                               |                                                      |                                                      |
| Laurence Fishburne                                   | Thurgood Marshall                                    |                                                      | Thurgood                                             | HBO                                                       |                                                      |                                                      |
| William Hurt                                         | Henry Paulson                                        | Válság a Wall Streeten                               | Too Big to Fail                                      | HBO                                                       |                                                      |                                                      |
| Greg Kinnear                                         | John F. Kennedy                                      | A Kennedy család                                     | The Kennedys                                         | Reelz                                                     |                                                      |                                                      |
| Édgar Ramírez                                        | Ilich Ramírez Sánchez                                |                                                      | Carlos                                               | Sundance                                                  |                                                      |                                                      |
| 2012 64. gála                                        |                                                      |                                                      |                                                      |                                                           |                                                      |                                                      |
|                                                      | Kevin Costner                                        | Devil Anse Hatfield                                  | A Hatfield-McCoy viszály                             | Hatfields & McCoys                                        | History                                              |                                                      |
| Benedict Cumberbatch                                 | Sherlock Holmes                                      | Sherlock: Botrány Belgraviában                       | Sherlock: A Scandal in Belgravia                     | PBS                                                       |                                                      |                                                      |
| Idris Elba                                           | John Luther                                          | Luther                                               | Luther                                               | BBC America                                               |                                                      |                                                      |
| Woody Harrelson                                      | Steve Schmidt                                        | Versenyben az elnökségért                            | Game Change                                          | HBO                                                       |                                                      |                                                      |
| Clive Owen                                           | Ernest Hemingway                                     | Hemingway és Gellhorn                                | Hemingway & Gellhorn                                 | HBO                                                       |                                                      |                                                      |
| Bill Paxton                                          | Randolph McCoy                                       | A Hatfield-McCoy viszály                             | Hatfields & McCoys                                   | History                                                   |                                                      |                                                      |
| 2013 65. gála                                        |                                                      |                                                      |                                                      |                                                           |                                                      |                                                      |
|                                                      | Michael Douglas                                      | Liberace                                             | Túl a csillogáson                                    | Behind the Candelabra                                     | HBO                                                  |                                                      |
| Benedict Cumberbatch                                 | Christopher Tietjens                                 | Az utolsó angol úriember                             | Parade's End                                         | HBO                                                       |                                                      |                                                      |
| Matt Damon                                           | Scott Thorson                                        | Túl a csillogáson                                    | Behind the Candelabra                                | HBO                                                       |                                                      |                                                      |
| Toby Jones                                           | Alfred Hitchcock                                     | Hitchcock és Tippi Hedren                            | The Girl                                             | HBO                                                       |                                                      |                                                      |
| Al Pacino                                            | Phil Spector                                         | Phil Spector                                         | Phil Spector                                         | HBO                                                       |                                                      |                                                      |
| 2014 66. gála                                        |                                                      |                                                      |                                                      |                                                           |                                                      |                                                      |
|                                                      | Benedict Cumberbatch                                 | Sherlock Holmes                                      | Sherlock: Az utolsó alakítás                         | Sherlock: His Last Vow                                    | PBS                                                  |                                                      |
| Chiwetel Ejiofor                                     | Louis Lester                                         |                                                      | Dancing on the Edge                                  | Starz                                                     |                                                      |                                                      |
| Idris Elba                                           | John Luther                                          | Luther                                               | Luther                                               | BBC America                                               |                                                      |                                                      |
| Martin Freeman                                       | Lester Nygaard                                       | Fargo                                                | Fargo                                                | FX                                                        |                                                      |                                                      |
| Billy Bob Thornton                                   | Lorne Malvo                                          | Fargo                                                | Fargo                                                | FX                                                        |                                                      |                                                      |
| Mark Ruffalo                                         | Ned Weeks                                            | Igaz szívvel                                         | The Normal Heart                                     | HBO                                                       |                                                      |                                                      |
| 2015 67. gála                                        |                                                      |                                                      |                                                      |                                                           |                                                      |                                                      |
|                                                      | Richard Jenkins                                      | Henry Kitteridge                                     | Olive Kitteridge                                     | Olive Kitteridge                                          | HBO                                                  |                                                      |
| Adrien Brody                                         | Harry Houdini                                        | Houdini                                              | Houdini                                              | History                                                   |                                                      |                                                      |
| Ricky Gervais                                        | Derek Noakes                                         | Derek                                                | Derek: The Special                                   | Netflix                                                   |                                                      |                                                      |
| Timothy Hutton                                       | Russ Skokie                                          | Bűnök és előítéletek                                 | American Crime                                       | ABC                                                       |                                                      |                                                      |
| David Oyelowo                                        | Peter Snowden                                        | Fülemüle                                             | Nightingale                                          | HBO                                                       |                                                      |                                                      |
| Mark Rylance                                         | Thomas Cromwell                                      | Farkasbőrben                                         | Wolf Hall                                            | PBS                                                       |                                                      |                                                      |
| 2016 68. gála                                        |                                                      |                                                      |                                                      |                                                           |                                                      |                                                      |
|                                                      | Courtney B. Vance                                    | Johnnie Cochran                                      | American Crime Story: Az O. J. Simpson-ügy           | The People v. O. J. Simpson: American Crime Story         | FX                                                   |                                                      |
| Bryan Cranston                                       | Lyndon B. Johnson                                    | A végsőkig                                           | All the Way                                          | HBO                                                       |                                                      |                                                      |
| Benedict Cumberbatch                                 | Sherlock Holmes                                      | Sherlock: A szörnyű menyasszony                      | Sherlock: The Abominable Bride                       | PBS                                                       |                                                      |                                                      |
| Idris Elba                                           | John Luther                                          | Luther                                               | Luther                                               | BBC America                                               |                                                      |                                                      |
| Cuba Gooding Jr.                                     | O. J. Simpson                                        | American Crime Story: Az O. J. Simpson-ügy           | The People v. O. J. Simpson: American Crime Story    | FX                                                        |                                                      |                                                      |
| Tom Hiddleston                                       | Jonathan Pine                                        | Éjszakai szolgálat                                   | The Night Manager                                    | AMC                                                       |                                                      |                                                      |
| 2017 69. gála                                        |                                                      |                                                      |                                                      |                                                           |                                                      |                                                      |
|                                                      | Riz Ahmed                                            | Nasir „Naz” Khan                                     | Aznap éjjel                                          | The Night Of                                              | HBO                                                  |                                                      |
| Benedict Cumberbatch                                 | Sherlock Holmes                                      | Sherlock: A hazug detektív                           | Sherlock: The Lying Detective                        | PBS                                                       |                                                      |                                                      |
| Robert De Niro                                       | Bernie Madoff                                        | Hazugságok mágusa                                    | The Wizard of Lies                                   | HBO                                                       |                                                      |                                                      |
| Ewan McGregor                                        | Ray Stussy / Emmit Stussy                            | Fargo                                                | Fargo                                                | FX                                                        |                                                      |                                                      |
| Geoffrey Rush                                        | Albert Einstein                                      | Géniusz                                              | Genius                                               | Nat Geo                                                   |                                                      |                                                      |
| John Turturro                                        | John Stone                                           | Aznap éjjel                                          | The Night Of                                         | HBO                                                       |                                                      |                                                      |
| 2018 70. gála                                        |                                                      |                                                      |                                                      |                                                           |                                                      |                                                      |
|                                                      | Darren Criss                                         | Andrew Cunanan                                       | American Crime Story                                 | The Assassination of Gianni Versace: American Crime Story | FX                                                   |                                                      |
| Antonio Banderas                                     | Pablo Picasso                                        | Géniusz                                              | Genius                                               | Nat Geo                                                   |                                                      |                                                      |
| Benedict Cumberbatch                                 | Patrick Melrose                                      |                                                      | Patrick Melrose                                      | Showtime                                                  |                                                      |                                                      |
| Jeff Daniels                                         | John P. O’Neill                                      |                                                      | The Looming Tower                                    | Hulu                                                      |                                                      |                                                      |
| John Legend                                          | Jézus                                                |                                                      | Jesus Christ Superstar Live in Concert               | NBC                                                       |                                                      |                                                      |
| Jesse Plemons                                        | Robert Daly százados                                 | Fekete tükör: USS Callister                          | Black Mirror: USS Callister                          | Netflix                                                   |                                                      |                                                      |
| 2019 71. gála                                        |                                                      |                                                      |                                                      |                                                           |                                                      |                                                      |
|                                                      | Jharrel Jerome                                       | Korey Wise                                           | A Central parki ötök                                 | When They See Us                                          | Netflix                                              |                                                      |
| Mahershala Ali                                       | Wayne Hays                                           | True Detective – A törvény nevében                   | True Detective                                       | HBO                                                       |                                                      |                                                      |
| Benicio del Toro                                     | Richard Matt                                         | Szökés Dannemorából                                  | Escape at Dannemora                                  | Showtime                                                  |                                                      |                                                      |
| Hugh Grant                                           | Jeremy Thorpe                                        | Egy nagyon angolos botrány                           | A Very English Scandal                               | Prime Video                                               |                                                      |                                                      |
| Jared Harris                                         | Valerij Legaszov                                     | Csernobil                                            | Chernobyl                                            | HBO                                                       |                                                      |                                                      |
| Sam Rockwell                                         | Bob Fosse                                            | Fosse/Verdon                                         | Fosse/Verdon                                         | FX                                                        |                                                      |                                                      |

### 2020-as évek
| Év                                                                     | Színész                                              | Színész                                              | Szerep                                               | Magyar cím                                           | Eredeti cím                                          | Adó                                                  |
| Legjobb férfi főszereplő (minisorozat vagy tévéfilm)                   | Legjobb férfi főszereplő (minisorozat vagy tévéfilm) | Legjobb férfi főszereplő (minisorozat vagy tévéfilm) | Legjobb férfi főszereplő (minisorozat vagy tévéfilm) | Legjobb férfi főszereplő (minisorozat vagy tévéfilm) | Legjobb férfi főszereplő (minisorozat vagy tévéfilm) | Legjobb férfi főszereplő (minisorozat vagy tévéfilm) |
| 2020 72. gála                                                          |                                                      |                                                      |                                                      |                                                      |                                                      |                                                      |
| ---------------------------------------------------------------------- | ---------------------------------------------------- | ---------------------------------------------------- | ---------------------------------------------------- | ---------------------------------------------------- | ---------------------------------------------------- | ---------------------------------------------------- |
| 2020 72. gála                                                          |                                                      | Mark Ruffalo                                         | Dominick és Thomas Birdsey                           | Ez minden, amit tudok                                | I Know This Much Is True                             | HBO                                                  |
| 2020 72. gála                                                          | Jeremy Irons                                         | Adrian Veidt / Ozymandias                            | Watchmen                                             | Watchmen                                             | HBO                                                  |                                                      |
| 2020 72. gála                                                          | Hugh Jackman                                         | Frank Tassone                                        | Romlott oktatás                                      | Bad Education                                        | HBO                                                  |                                                      |
| 2020 72. gála                                                          | Paul Mescal                                          | Connell Waldron                                      | Normális emberek                                     | Normal People                                        | Hulu                                                 |                                                      |
| 2020 72. gála                                                          | Jeremy Pope                                          | Archie Coleman                                       | Hollywood                                            | Hollywood                                            | Netflix                                              |                                                      |
| Legjobb férfi főszereplő (minisorozat, antológiasorozat vagy tévéfilm) |                                                      |                                                      |                                                      |                                                      |                                                      |                                                      |
| 2021 73. gála                                                          |                                                      |                                                      |                                                      |                                                      |                                                      |                                                      |
|                                                                        | Ewan McGregor                                        | Halston                                              | Halston                                              | Halston                                              | Netflix                                              |                                                      |
| Paul Bettany                                                           | Vízió                                                | WandaVízió                                           | WandaVision                                          | Disney+                                              |                                                      |                                                      |
| Hugh Grant                                                             | Jonathan Fraser                                      | Tudhattad volna                                      | The Undoing                                          | HBO                                                  |                                                      |                                                      |
| Lin-Manuel Miranda                                                     | Alexander Hamilton                                   | Hamilton                                             | Hamilton                                             | Disney+                                              |                                                      |                                                      |
| Leslie Odom Jr.                                                        | Aaron Burr                                           | Hamilton                                             | Hamilton                                             | Disney+                                              |                                                      |                                                      |
| 2022 74. gála                                                          |                                                      |                                                      |                                                      |                                                      |                                                      |                                                      |
|                                                                        | Michael Keaton                                       | Dr. Samuel Finnix                                    | Dopesick                                             | Dopesick                                             | Hulu                                                 |                                                      |
| Colin Firth                                                            | Michael Peterson                                     | Az utolsó lépcsőfok                                  | The Staircase                                        | HBO Max                                              |                                                      |                                                      |
| Andrew Garfield                                                        | Jeb Pyre nyomozó                                     |                                                      | Under the Banner of Heaven                           | FX                                                   |                                                      |                                                      |
| Oscar Isaac                                                            | Jonathan Levy                                        | Jelenetek egy házasságból                            | Scenes from a Marriage                               | HBO                                                  |                                                      |                                                      |
| Himesh Patel                                                           | Jeevan Chaudhary                                     | Tizenegyes állomás                                   | Station Eleven                                       | HBO Max                                              |                                                      |                                                      |
| Sebastian Stan                                                         | Tommy Lee                                            | Pam és Tommy                                         | Pam & Tommy                                          | Hulu                                                 |                                                      |                                                      |
| 2023 75. gála                                                          |                                                      |                                                      |                                                      |                                                      |                                                      |                                                      |
|                                                                        | Steven Yeun                                          | Danny Cho                                            | Balhé                                                | Beef                                                 | Netflix                                              |                                                      |
| Taron Egerton                                                          | James „Jimmy” Keane                                  | Fekete madár                                         | Black Bird                                           | Apple TV+                                            |                                                      |                                                      |
| Kumail Nanjiani                                                        | Somen „Steve” Banerjee                               | Isten hozott a Chippendalesben                       | Welcome to Chippendales                              | Hulu                                                 |                                                      |                                                      |
| Evan Peters                                                            | Jeffrey Dahmer                                       | Jeffrey Dahmer – Szörnyeteg…                         | Dahmer – Monster: The Jeffrey Dahmer Story           | Netflix                                              |                                                      |                                                      |
| Daniel Radcliffe                                                       | “Weird Al” Yankovic                                  | Weird: Az Al Yankovic Sztori                         | Weird: The Al Yankovic Story                         | Roku                                                 |                                                      |                                                      |
| Michael Shannon                                                        | George Jones                                         |                                                      | George & Tammy                                       | Showtime                                             |                                                      |                                                      |
| 2024 76. gála                                                          |                                                      |                                                      |                                                      |                                                      |                                                      |                                                      |
|                                                                        | Richard Gadd                                         | Donny Dunn                                           | Szarvasbébi                                          | Baby Reindeer                                        | Netflix                                              |                                                      |
| Matt Bomer                                                             | Hawkins „Hawk” Fuller                                | Útitársak                                            | Fellow Travelers                                     | Showtime                                             |                                                      |                                                      |
| Jon Hamm                                                               | Roy Tillman sheriff                                  | Fargo                                                | Fargo                                                | FX                                                   |                                                      |                                                      |
| Tom Hollander                                                          | Truman Capote                                        | Viszály                                              | Feud: Capote vs. The Swans                           | FX                                                   |                                                      |                                                      |
| Andrew Scott                                                           | Tom Ripley                                           | Ripley                                               | Ripley                                               | Netflix                                              |                                                      |                                                      |

## Külső hivatkozások
- www.emmys.tv Archiválva 2014. január 4-i dátummal a Wayback Machine-ben